# Mohamed Sbihi
Mohamed Sbihi (* 27. března 1988, Kingston upon Thames, Spojené království) je britský veslař.
Je držitelem zlaté olympijské medaile z Letních olympijských her 2016 v Rio de Janeiro. Na Letních olympijských hrách 2012 v Londýně získal bronzovou medaili na osmě. Na Letních olympijských hrách 2020 obsadil s osmou opět třetí místo. Je též trojnásobným mistrem světa. Na mistrovství Evropy ve veslování zvítězil v letech 2014 a 2016 na čtyřce bez kormidelníka a v roce 2021 na osmě.
Jeho otec pochází z Maroka a matka je Angličanka. Při slavnostním zahájení tokijské olympiády nesl spolu s jachtařkou Hannah Millsovou britskou vlajku a stal se tak prvním britským vlajkonošem muslimského vyznání. Je absolventem St Mary's University v Twickenhamu.
V roce 2017 mu byl udělen Řád britského impéria.